# Stefano Bruzzi
Pour les articles homonymes, voir Bruzzi.
Stefano Bruzzi, né le 4 mai 1835 à Gropparello et mort le 5 janvier 1911 à Plaisance, est un peintre italien.

## Biographie
Stefano Bruzzi est né le 1er mai 1835 à Plaisance, ou le 4, ou 11 mai 1835 à Gropparello. Son père Pietro est un magistrat, et sa mère est Anna Pistoni.
Il étudie à Plaisance sous le professeur Bernadino Massari et déménage à Rome à l'âge de 19 ans où il devient élève de Clément Castelli. Sa première commande est le retour de la chasse près de Porto d'Anzio pour le marquis d'Anguissola.
Directeur de l'Institut Gazzola, il est mort le 4, ou le 5 janvier 1911 à Plaisance,.